# ديمة الصغيرة (حسيني)
ديمة الصغيرة (بالفارسية: دیمه کوچک) هي منطقة سكنية تقع في إيران في قسم حسيني الريفي. يقدر عدد سكانها بـ 116 نسمة بحسب إحصاء 2016.